# Chikwawa

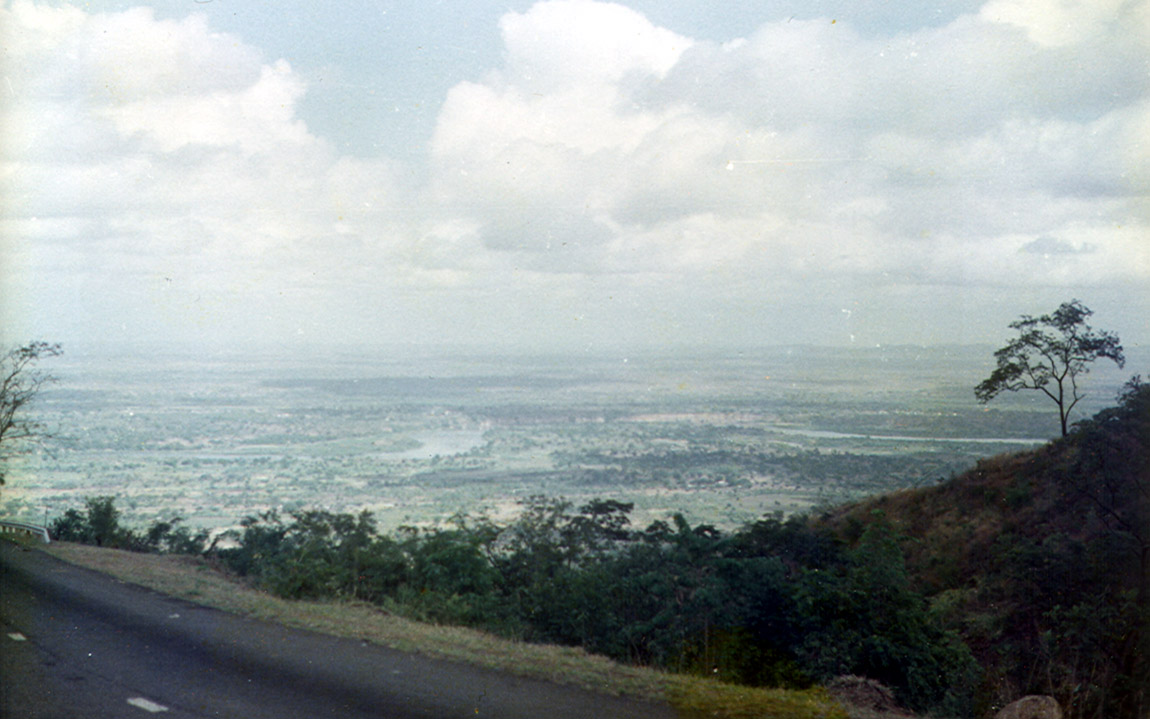
Blick auf die Elephant Marsh bei Chikwawa von der Straße Chikwawa-Blantyre

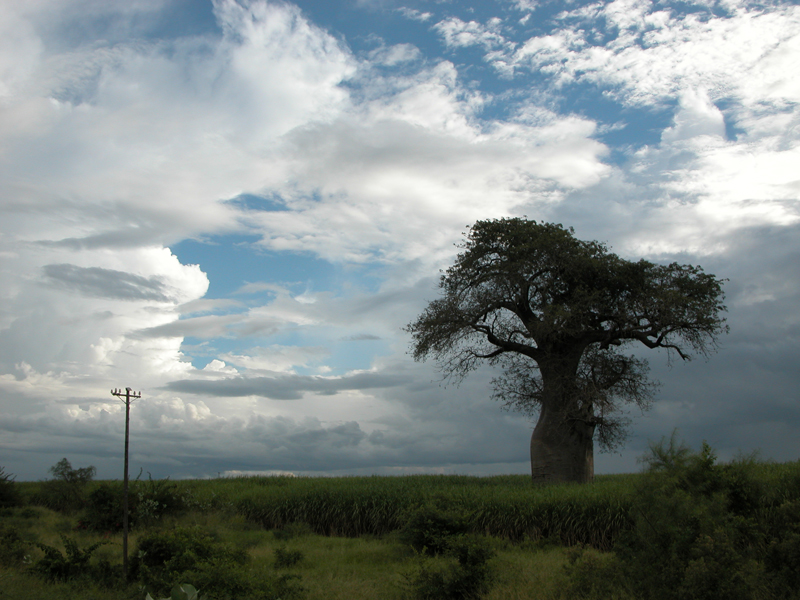
Baobab und Zuckerrohrplantagen nahe Chikwawa

Chikwawa ist eine 41 m hoch gelegene Stadt in Malawi. Chikwawa liegt am Shire-Fluss und seinem Nebenfluss Kubula am Nordende der Elephant Marsh. Sie hat 6114 Einwohner (Volkszählung 2018), in der Agglomeration leben 15.000 Menschen. Sie ist Hauptstadt des gleichnamigen Distrikts mit einer Fläche von 4755 km² und 356.682 Einwohnern.
Chikwawa liegt an der Asphaltstraße von Blantyre nach Bangula und weiter nach Mosambik Richtung Beira. Bei Chikwawa führt eine feste Brücke über den Shire. Die nächsten Brücken liegen 40 Kilometer flussauf bei Mpatamanga Gorge an der Straße Blantyre-Mwanza (Grenze)-Tete in Mosambik (Sambesi-Brücke oder -Fähre) und 80 Kilometer flussab bei Bangula. Chikwawa selbst liegt vergleichsweise weit verteilt auf beiden Seiten des Shire und des Kubula. Die Betonbrücke führt hinter dem Shire-Knie nach der Mündung des Kubula über den Fluss, nicht ganz auf dem halben Weg zum nächsten Knie.
Chikwawa ist das nördliche, Bangula das südliche Zentrum der Elephant Marsh, eine 80 Kilometer lange und bis zu 30 Kilometer breite Aue, die in der Regenzeit weitgehend unter Wasser steht. Sie ist vergleichsweise dicht bevölkert. In ihr wird intensiver Acker- und Obstbau betrieben. Zuckerrohr wird in Plantagenwirtschaft angebaut. Chikwawa ist Marktstadt. Von der Stadt führt ein befestigter Weg zu den Kapichira-Wasserfällen des Shire-Flusses.
Chikwawa hat Grund- und Sekundarschulen, das Chikwawa District Hospital, eine 1000 Meter lange Flugpiste, ist katholische Diözese und Sitz des Bischofs. Geologisch gehört Chikwawa zum Karoo-Hauptbecken des südlichen Afrikas, dessen Nordgrenze es ist. Es werden Kohleflöze vermutet, die mit denen von Moatize jenseits der Marangwe-Bergkette in Mosambik in Verbindung stehen könnten.
Chikwawa ist Sitz des Bistums Chikwawa.